# 河西路442号别墅
河西路442号别墅位于中国江西省庐山牯岭东谷河西路442号，1996年被列为全国重点文物保护单位。
河西路442号别墅原为美国舒美生别墅，是1919年美国圣公会传教士舒美生（Arthur M. Sherman，歇尔曼）建造的。1930年代被德国人吴本馥购买，1946年被江西省庐山管理局接收，此后被国民党励志社用于接待重要宾客。美国总统特使马歇尔多次上庐山“调解”国共矛盾都住在这里。1948年8月美国大使司徒雷登上庐山也在这里下榻。1961年中共中央工作会议期间，周恩来及邓颖超在此居住。1990年这幢别墅别辟为“周恩来在庐山活动纪念室”。
该别墅实为一层，面积434平方米，楼下还有一层2米高的防潮“地洞”，因而看似两层。内部有卧室和宽大的客厅。